# Caesar 4
Caesar IV ist ein Stadtaufbauspiel, das zeitlich im antiken Rom angesiedelt ist. Es wurde von Tilted Mill Entertainment entwickelt und von Sierra Entertainment im Oktober 2006 in Europa veröffentlicht wurde. Es ist der vierte Teil innerhalb der Caesar-Spieleserie und Teil der City Building Series. Zuvor hatte Tilted Mill Entertainment ein im Ägypten des Altertums angesiedeltes Schwesterspiel Immortal Cities: Kinder des Nils veröffentlicht.

## Spielprinzip
Der Spieler lenkt als Gouverneur alle Belange einer römischen Stadt entweder in einem freien Spiel oder einer Kampagne. Letztere enthalten drei Feldzüge, die historisch aufeinander aufbauen: der Aufstieg Roms vom Stadtstaat zur beherrschenden Kraft Italiens, das Erlangen der Vorherrschaft im Mittelmeerraum und schlussendlich gilt es das Imperium romanum zu verwalten. Zwischen friedlichen und kriegerischen Missionen kann gewählt werden, wobei entweder große Mengen an Gütern verschifft werden müssen oder die Waffenschmieden in Gang gebracht werden müssen. Ab einer gewissen Bevölkerungszahl fordern die Einwohner Sicherheit, Wohlstand, Imperium (Gunst in Rom) und Kultur ein.

## Rezeption
Es handele sich um einen würdigen Nachfolger, der jedoch praktisch ohne spielerische Neuerungen auskomme. Die drei neuen Gesellschaftsklassen werden wie im Vorgänger versorgt. Das Spielprinzip wurde etwas ausgedünnt, damit sich Erfolge schneller einstellen. Viele Gebäude sind schon von Beginn an verfügbar. Deren Platzierung sei wie auch die restliche Infrastruktur umständlich. Bei den Schlachten gäbe es keine Möglichkeiten taktisch einzugreifen. Es sei dennoch besser als CivCity: Rome oder Die Römer.